# Asteliaphasma
Az Asteliaphasma a rovarok (Insecta) osztályának a botsáskák (Phasmatodea) rendjéhez, ezen belül a Diapheromeridae családjához és a Pachymorphinae alcsaládjához tartozó nem.

## Rendszerezés
A nembe az alábbi fajok tartoznak:
- Asteliaphasma jucunda - szinonimája: Spinotectarchus jucundus
- Asteliaphasma naomi - szinonimája: Spinotectarchus naomi